# Volksbad de Nuremberg
 (août 2021).

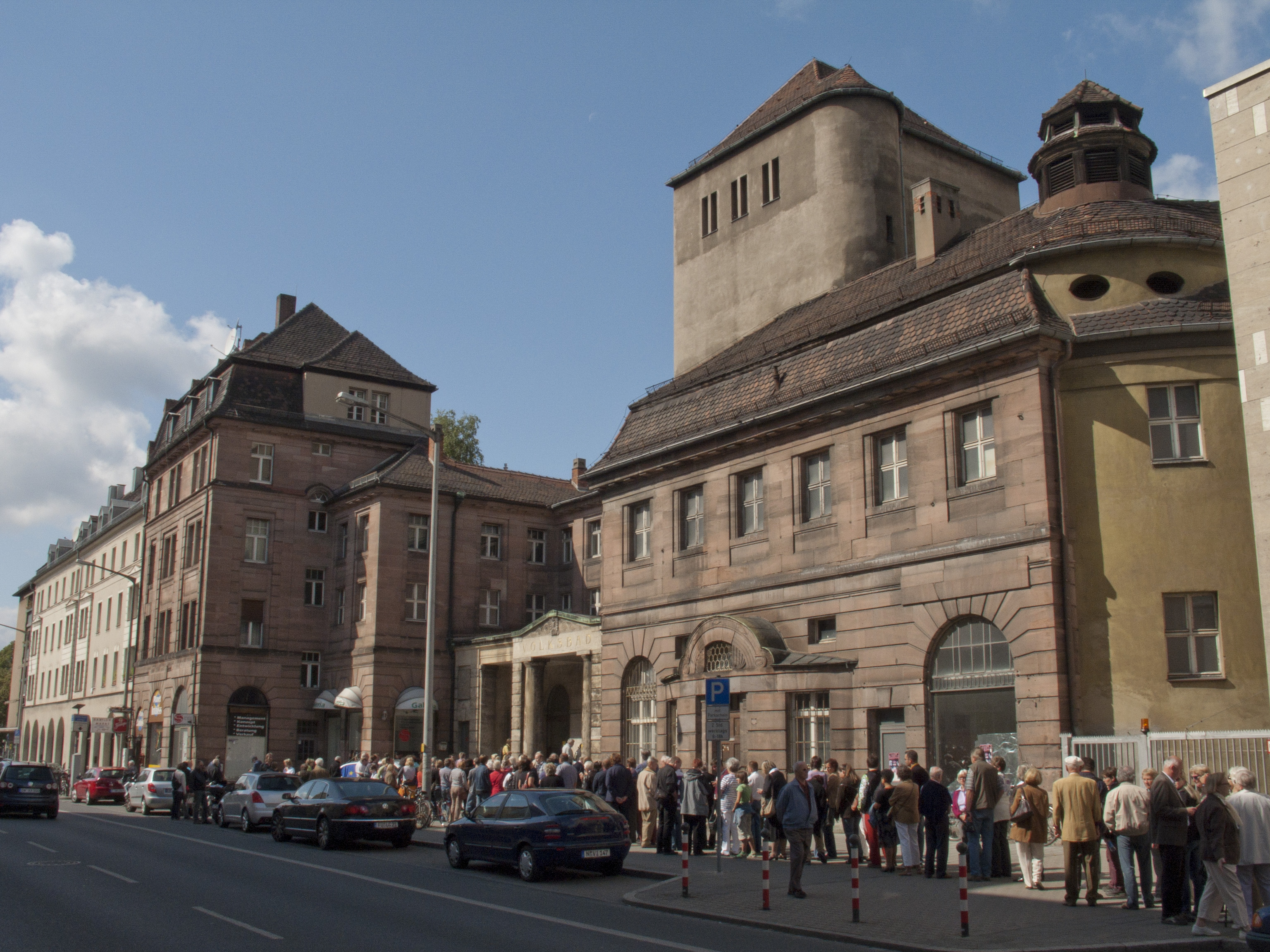
Entrée sur la Rothenburger Strasse

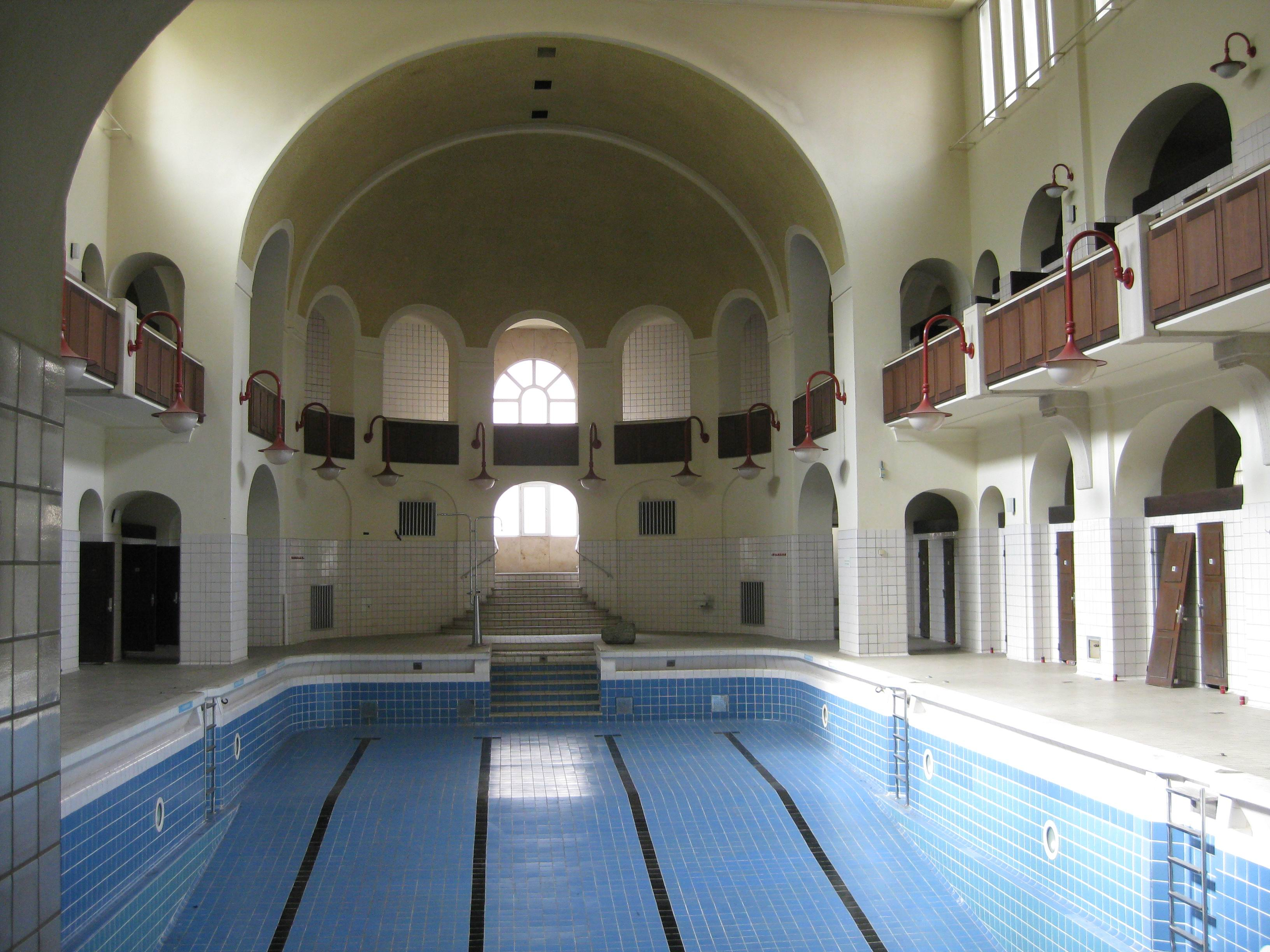
Ancienne piscine pour femmes

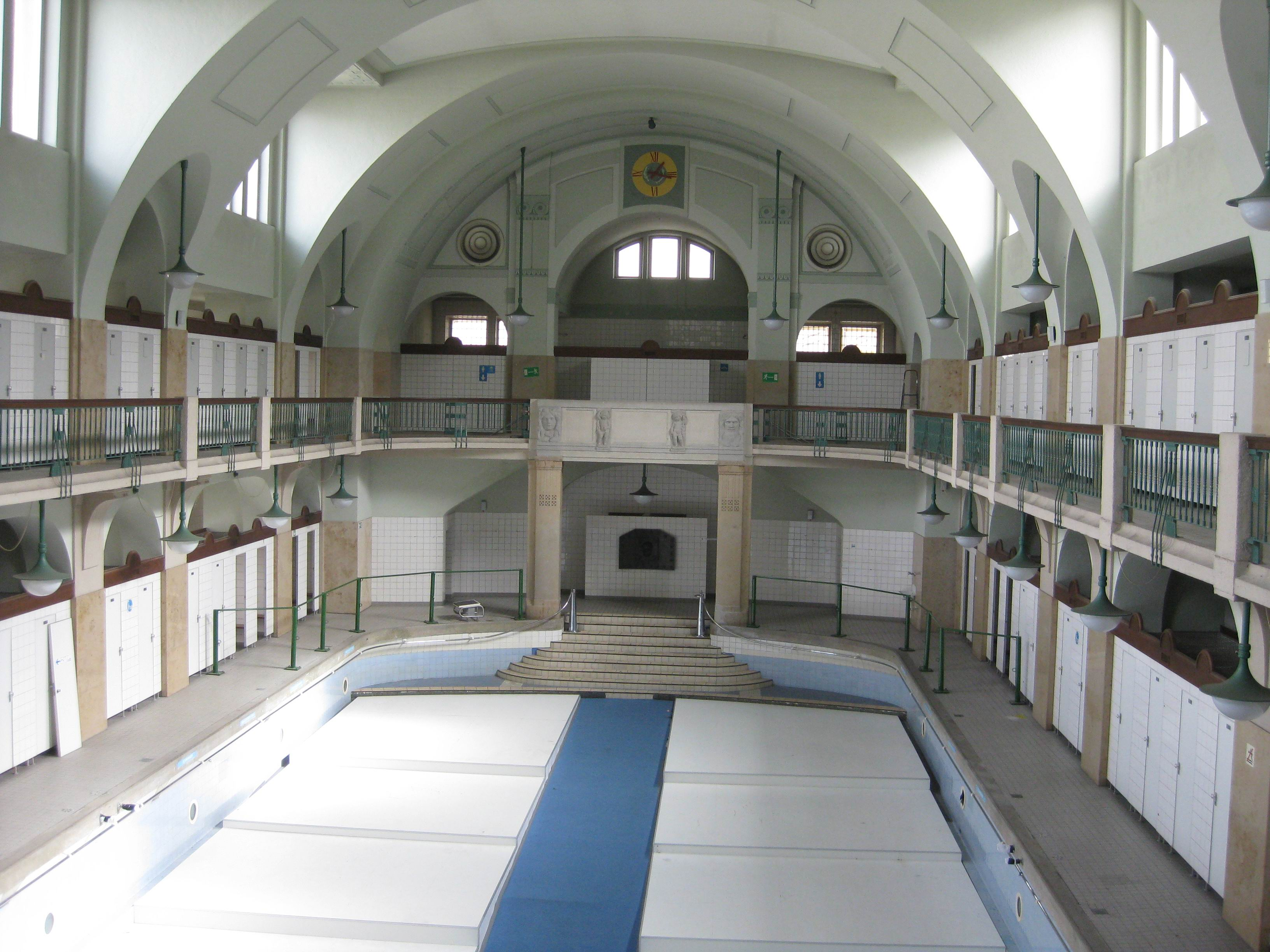
Ancienne piscine pour hommes

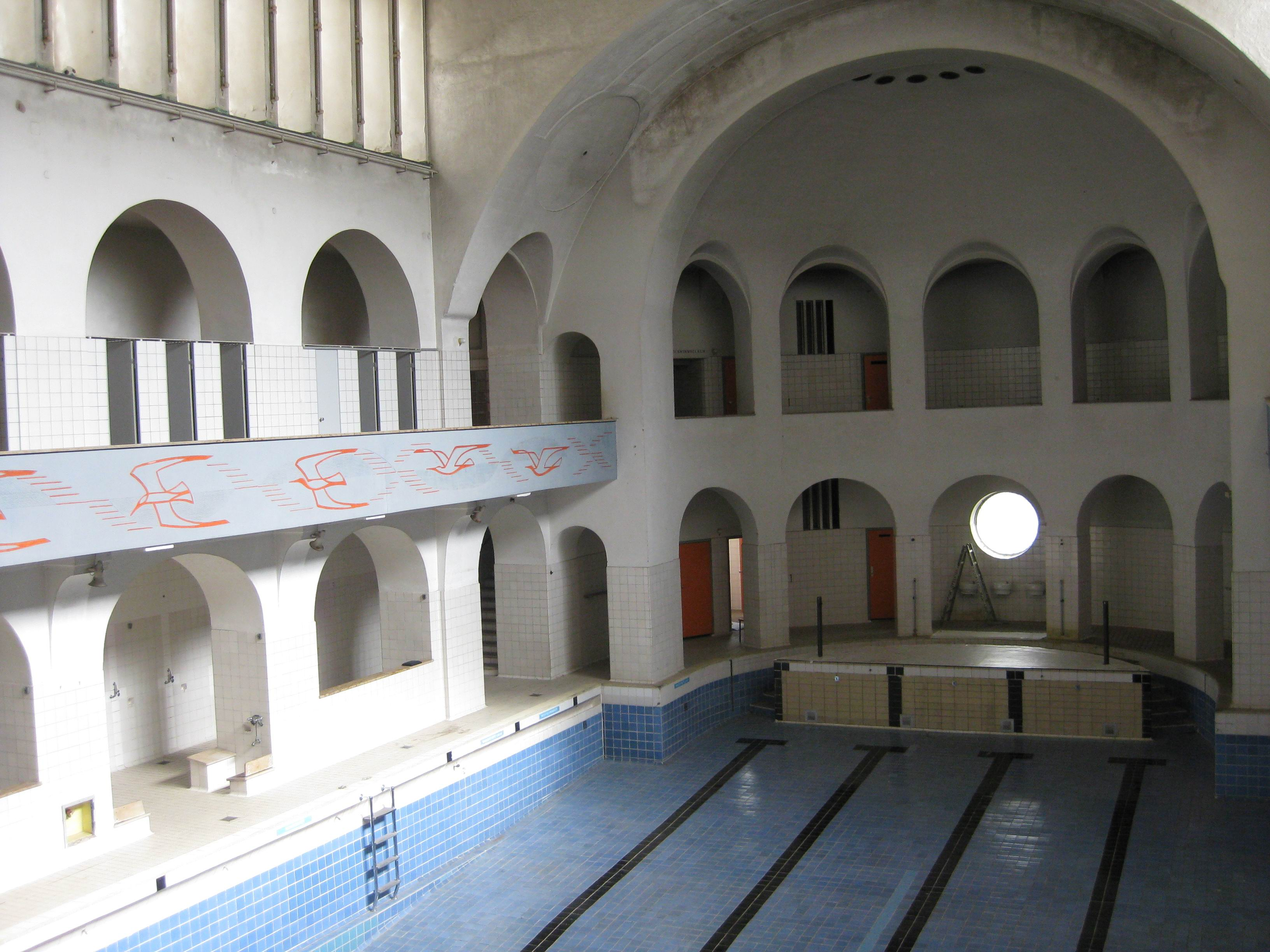
Ancienne piscine pour hommes

Le Volksbad de la ville de Nuremberg à Nuremberg, a été construit entre 1911 et 1913. Le Volksbad (ou Bains Municipaux) est considéré comme un joyau de la culture thermale Art Nouveau. La conception du bâtiment reprend les thermes romains, tels que les colonnes du portique à l'entrée avec les armoiries de la ville.

## Histoire et utilisation

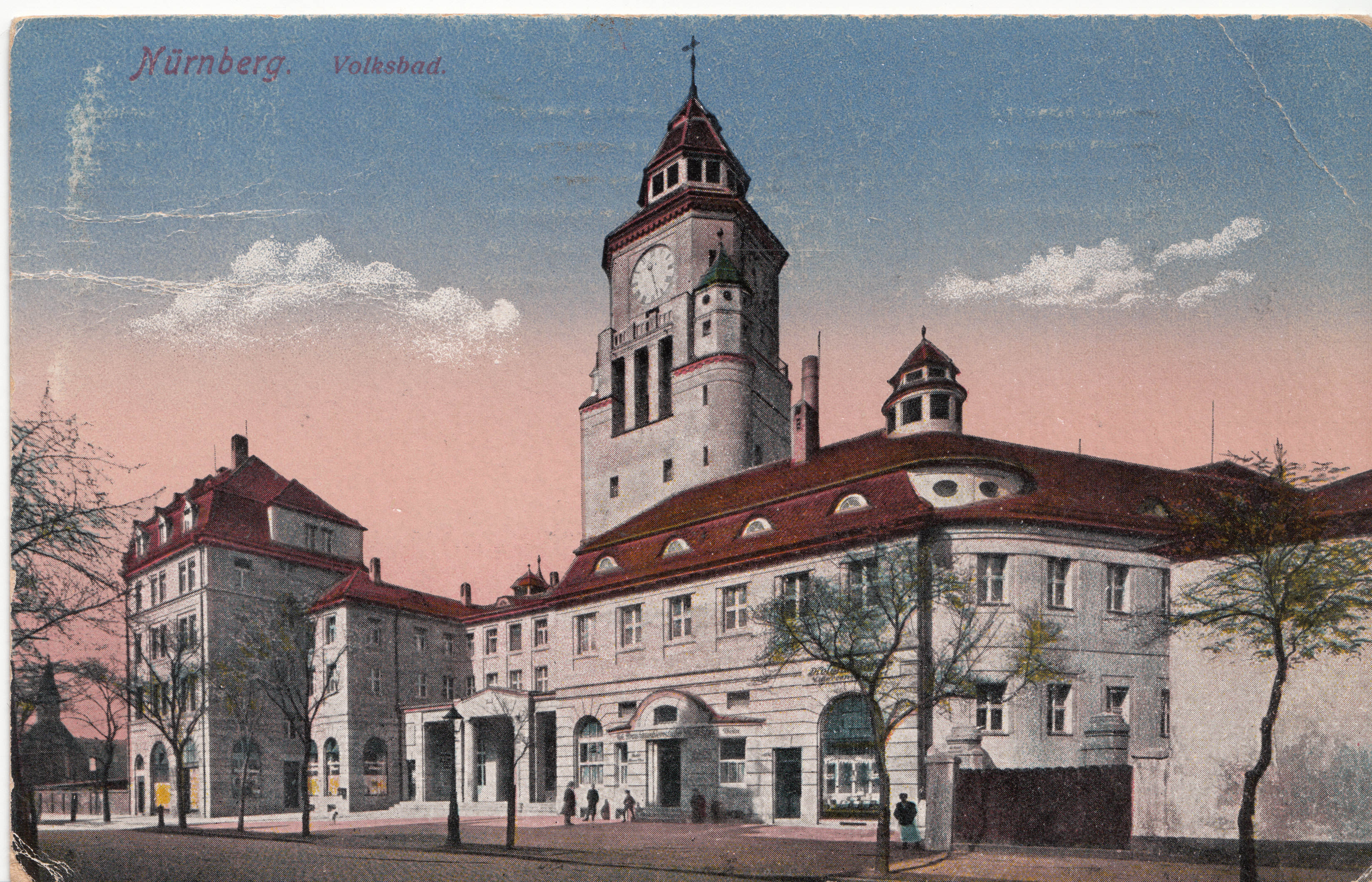
Le Volksbad selon une carte postale datant de 1914

Les plans ont été élaborés par l'architecte Carl Weber et l'ingénieur Friedrich Küfner. Les coûts de construction s'élevaient à environ 1,8 million de marks. Le Volksbad a été officiellement inauguré le 1er janvier 1914. Le bâtiment Art Nouveau était équipé de trois piscines intérieures (deux pour hommes, une pour femmes), 66 bains, 14 douches, un hammam ainsi que des salons de coiffure et de rafraîchissement. Un bain pour chien et une buanderie ont également été intégrés. Il a été fermé pendant trois mois pendant la Première Guerre mondiale. À partir de 1921, la piscine pour femmes était disponible pour les cours de natation dans les écoles élémentaires toute l'année. En juillet 1933, le conseil municipal a décidé que les Juifs ne devaient pas être autorisés à utiliser les établissements balnéaires de la ville ; les Juifs n'étaient initialement tolérés que dans les salles de douche et les baignoires. Pendant la Seconde Guerre mondiale, 70 pour cent du bâtiment des Bains ont été détruits et la reconstruction par étapes n'a été achevée qu'en 1959. Depuis la fermeture en 1994, aucune utilisation n'a été trouvée à ce jour.
En 1995, le Volksbad a été utilisé pour les soirées techno. Aujourd'hui, la salle des Bains peut être louée pour des ateliers de tournage et de photographie. Le bureau du parti politique Gostenhofer Grünen et un restaurant thaïlandais sont situés dans l'aile gauche. Dans l'aile droite, il y a un bar bénévole depuis 2011, qui organise également des concerts dans la cour intérieure de la piscine pendant les mois d'été,.
Entre-temps, un usage comme musée Arabe a été également évoqué. Une décision finale concernant la poursuite de l'utilisation du bain public est toujours en attente.
La sculpture équestre jaillissante sur le lac Wöhrder est un deuxième moulage d'une figure de la fontaine de Neptune, qui se trouvait dans la salle des femmes du Volksbad à partir de 1914 et a été déplacée à Adenauerbrücke en 1967.

## Réaménagement
Une étude de faisabilité en 2016 a montré qu'« elle pourrait à nouveau servir de piscine avec sauna si le gouvernement fédéral et l'État soutiennent le projet «. Dans le cadre d'une conférence de presse conjointe, le 20 septembre 2018 par le Premier ministre bavarois Markus Söder et le maire de Nuremberg Ulrich Maly a annoncé que l'État libre de Bavière contribuerait pour 18 millions d'euros à un réaménagement.
En juillet 2019, la ville de Nuremberg a annoncé que l'appel d'offres à l'échelle européenne pour une équipe de planification appropriée avait déjà commencé, de sorte que la planification préliminaire pourrait être achevée au printemps 2020 et la construction pourrait débuter mi-2021. La rénovation des bains publics n'est pas seulement un projet individuel, mais plutôt la mesure centrale dans le renouvellement du quartier environnant. Le dialogue avec les clubs et les associations, ainsi que d'autres mesures pour la participation des citoyens, sont donc explicitement destinés au processus de planification.
Le 9 octobre 2020, le Premier ministre bavarois Markus Söder, le maire de Nuremberg Marcus König et le troisième adjoint Christian Vogel ont annoncé les plans de la rénovation lors d'une conférence de presse commune dans la salle des Bains. Les coûts s'élèveront à 55,6 millions d'euros et l'ancienne piscine masculine sera utilisée pour la baignade publique. L'ancienne piscine pour femmes doit être transformée en sauna, espace bien-être et santé, et l'ancienne piscine pour hommes II doit être utilisée pour les écoles et les clubs de natation ainsi qu'une salle de conférence pour les événements avec un plancher élévateur. Un bassin pédagogique est également prévu dans l'ancienne chaufferie à l'arrière du bassin. La quasi-totalité du conseil municipal a voté pour lors de sa séance du 1er janvier. La ville de Nuremberg finance le projet avec 30 millions d'euros, 18 millions d'euros supplémentaires proviennent de l'État libre de Bavière et 8 millions d'euros du gouvernement fédéral. Si la rénovation peut démarrer comme prévu à l'automne 2021, elle ouvrira en 2025,.

## Films tournés au Volksbad
- 1993 : Glaskant, réalisateur : Oliver Bittner, producteur : Filmbüro Franken.
- 2003 : Le comptoir de tuiles, réalisateur : Hans-Günter Brodmann, producteur : Hans-Günter Brodmann.
- 2015 : Faust - A l'Ombre de la Nation, réalisateur : Christian Kern, Producteur : filmhochzwei.
- 2019 : Elle est le flambeau, réalisateur : Mattschwarz Rose Gold, producteur : Wir sind Film.
- 2019 : Der Pfad, réalisateur : Roland Eugen Beiküfner, Producteur : Art et théâtre.

## Liens web
- Page d'accueil officielle du Volksbad Nuremberg
- Histoire / photos I
- Histoire / Photos II, sur geschichtsspuren.de (anciennement lostplaces.de)
- Film de l'intérieur du Volksbad
- Court métrage se déroulant au Volksbad Nürnberg
- Association pour la réouverture du Nürnberger Volksbad, consulté le 27 Septembre 2012
- Initiative qui milite pour la réouverture du Volksbad. Page d'accueil avec beaucoup d'informations sur le Volksbad, consulté le 27 Septembre 2012
- Journal officiel de la ville de Nuremberg du 29. Février 2012 : Quand la ville sacrifie le Volksbad, consulté le 27 Septembre 2012
- Clip musical de Mattschwarz Rose Gold "She is the torch" (Genre : rap allemand), qui a été tourné au Volksbad (avec Roland Eugen Beiküfner)
- Bande annonce du film "Der Pfad" avec Friederike Pöhlmann-Grießinger et Roland Eugen Beiküfner